# Ибрахим Бубакар Кејта
Ибрахим Бубакар Кејта (фр. Ibrahim Boubacar Keïta; Кутиала, 29. јануар 1945 — Бамако, 16. јануар 2022) био је малијски политичар који је био на функцији председника Малија од 2013. до 2020, када је био присиљен да поднесе оставку услед државног удара у тој земљи. Кејта је такође био премијер Малија од 1994. до 2000. као и председник Народне скупштине од 2002. до 2007. године.
Кејта је оснивач левичарске странке Уједињење за Мали. Након неколико неуспелих покушаја, изабран је за председника Малија на изборима 2013, а поновно је изабран 2018. године. Поднео је оставку са те позиције 19. августа 2020, пошто је заробљен у војном удару дан раније.